# 森麻季 (歌手)
森 麻季（もり まき、1970年8月19日 - ）は日本の音楽家（声楽家）で、主にクラシック音楽・歌曲の歌唱を職業とする歌手（ソプラノ）。古典から現代まで幅広いレパートリーでオペラ歌手として知られている。

## 来歴・人物
東京都生まれ。幼い頃よりピアノを習っていたこともあり、国立音楽大学附属小学校に入学。国立音楽大学附属中学校、国立音楽大学附属高等学校卒業。東京藝術大学音楽学部声楽科を経て、同大学院独唱専攻を修了。在学中に安宅賞受賞。
文化庁オペラ研修所修了後、五島記念文化財団オペラ新人賞を受賞し、文化庁派遣芸術家在学研修員としてミラノのヴェルディ国立音楽院（Conservatorio di musica Giuseppe Verdi）に留学。また、ミュンヘン国立音楽大学大学院（Hochschule für Musik）を修了した。
2005年、イタリア人作曲家と結婚したが後に離婚している。離婚理由について森はやはり国際結婚は難しい事が多く、文化や人種から違う外国人男性との生活はストレスであったと語っている。

## 受賞歴
第26回イタリア声楽コンコルソ優勝、ミラノ大賞受賞。モーツァルトコンクール優勝。
1996年、第65回日本音楽コンクール第2位入賞（1位は森川栄子、同じ2位は浦野智行）、あわせて日本歌曲の最優秀歌唱者に贈られる木下賞を受賞。
1998年、カマイオーレ国際コンクールでオペラ部門と歌曲部門でダブル優勝。“Debut in Meran”（テアトロ・プッチーニで開催）において第2位。ドイツ歌曲最優秀歌唱者に贈られるベーレンライター賞及び観客の選ぶ最優秀賞を受賞。アルカモ国際オペラ・コンクールで第4位(Prize of the Critics)。プラシド・ドミンゴ世界オペラ・コンクール(Operalia)において第3位入賞。日本人として初めてワシントン・ナショナル・オペラに出演。ワシントン・アワードを受賞。
2000年度出光音楽賞受賞。4月ドイツ・ハノーファーにてInternational Singing Competition Orfeo 2000の第2位とバッハの演奏に対する特別賞受賞。
2001年度ホテルオークラ音楽賞受賞。

## 公演記録
1998年12月、ワシントン・ナショナル・オペラで『後宮からの逃走』ブロンデ役。
ワシントンとロサンゼルスオペラで、『リゴレット』、『パルジファル』、『ホフマン物語』、『こうもり』、『ウェルテル』を、ドミンゴ、オブラスツォワ、フォン・シュターデ、アラーニャ、ケント・ナガノ、ブレンデル等と共演。
小澤征爾、チョン・ミョンフン、ウラディーミル・アシュケナージ、ガリー・ベルティーニ、ファビオ・ルイジ、エリアフ・インバル等の著名指揮者や、ウィーン・フィル、ミュンヘン・フィル、管弦楽団等、海外のオーケストラと数多く共演。
2002年、FIFAワールドカップ（日韓共同開催）に合わせて3大テノール（ルチアーノ・パヴァロッティ、ホセ・カレーラス、プラシド・ドミンゴ）が共演するコンサート（横浜）において、日韓のソプラノ、メゾソプラノ歌手と共に出演。
2004年、アテネオリンピック結団式やMLBプレシーズン・ゲーム（東京ドーム）で国歌斉唱。
2005年、サントリーホールでサッバティーニとルイゾッティ共演の『ラ・ボエーム』。10月13・15両日、イタリア・ヴェネツィアにて、『こんにちは、ゴーギャン様（Bonjour M. Gauguin）』（イタリア出身ファブリツィオ・カルローネ作、ゴーギャンと同時代作家たちの原詩による室内オペラ）の初演に参加。
2006年、ウィーンのコンツェルトハウスでウィーン・シュトラウス・フェスティバル・オーケストラと共演。
2007年、ドレスデン国立歌劇場に、『ばらの騎士』のゾフィー役でデビュー。同歌劇場日本公演で再演。さらにドレスデン歌劇場室内管弦楽団日本公演のソリストに迎えられる。
2008年、パーヴォ・ヤルヴィ指揮によるフランクフルト交響楽団日本公演とドレスデン聖十字架合唱団日本公演のソリストとして全国ツアーを行う。
2009年、錦織健プロデュースによるオペラ『愛の妙薬』や『ポッペアの戴冠』、バッハ・コレギウム・ジャパンとの共演でエディンバラ音楽祭『リナルド』に出演。
2010年5月、トリノ王立歌劇場に、『ラ・ボエーム』のムゼッタ役で出演。

## ディスコグラフィー

### アルバム
- あなたがそばにいたら 〜Bist du bei mir〜（2004年2月）
- ピエ・イエス 〜祈りを込めて（2007年11月）
- THE BEST 3 森麻季（2008年12月）
- 麗しき瞳よ 〜ヘンデル・アリア集（2009年12月）
- アヴェ・マリア（2011年1月）
- 4つの最後の歌（2011年12月）
- 日本の歌~花は咲く（2012年11月）
- 愛しい友よ 〜イタリア・オペラ・アリア集（2014年11月26日発売）
- 翼をください~ベスト・ソングス（2015年2月）
- 春の声（2016年06月22日発売）
- 至福の時～歌の翼に（2018年09月12日発売）

### 参加作品

#### クラシック・アルバム
- マーラー/交響曲第4番・亡き子をしのぶ歌（ガリー・ベルティーニ指揮、東京都交響楽団）（2003年7月）
- ベートーヴェン/交響曲第9番 （アシュケナージ指揮、NHK交響楽団）（2006年2月）
- （2006年10月）
- モーツァルト/エクスルターテ・イウビラーテ・交響曲第36番、第38番（小澤征爾指揮、水戸室内管弦楽団）（2007年7月）
- ベートーヴェン/交響曲第9番 （金聖響指揮、オーケストラ・アンサンブル金沢、大阪フィルハーモニー合唱団）（2010年10月）
- マーラー/交響曲第4番（エリアフ・インバル指揮、東京都交響楽団）（2013年09月25日発売）
- マーラー/交響曲第8番（エリアフ・インバル指揮、東京都交響楽団）（2014年09月26日発売）

#### サウンドトラック
- 『NHKスペシャルドラマ「坂の上の雲」』第２部オリジナル・サウンドトラック（2010年11月17日発）～「Stand Alone」

#### DVD
- オペラ「ボンジュール・ムッシュ・ゴーギャン 〜BONJOUR M. GAUGUIN〜」（2008年）

#### その他
- 稲垣潤デュエット・カヴァー・アルバム『男と女5』（2015年9月30日発売）～「花は咲く」